# Belleville (Michigan)
Belleville is een plaats (city) in de Amerikaanse staat Michigan, en valt bestuurlijk gezien onder Wayne County.

## Demografie
Bij de volkstelling in 2000 werd het aantal inwoners vastgesteld op 3997.
In 2006 is het aantal inwoners door het United States Census Bureau geschat op 3791, een daling van 206 (-5,2%).

## Geografie
Volgens het United States Census Bureau beslaat de plaats een oppervlakte van 3,0 km², waarvan 2,9 km² land en 0,1 km² water. Belleville ligt op ongeveer 194 m boven zeeniveau.

## Plaatsen in de nabije omgeving
De onderstaande figuur toont nabijgelegen plaatsen in een straal van 16 km rond Belleville.